# Mormodes saccata
Mormodes saccata är en orkidéart som beskrevs av S.Rosillo. Mormodes saccata ingår i släktet Mormodes och familjen orkidéer. Inga underarter finns listade i Catalogue of Life.